# 二二九光榮事變
《二二九光榮事變》，即電影《燃燒吧！歐吉桑》的前身，是台灣影片史上首度以生存遊戲结合眷村场景的新题材动作长片，獲新聞局輔導金的HD電視電影。2010年10月25日在高雄電影節首映，由王思平、黃騰浩主演和丁強、鐵孟秋、傅雷、周詠軒等一起演出的單元劇。本片為台灣「HD（高清）製作優質高畫質電視節目甄選作品」（電視電影類）之一。

## 剧情概述
本劇製作公司是亮相館影像文化股份有限公司，由黃建亮執導，描述一群玩生存遊戲的青年在眷村废墟作战练习时，惹惱村子裡不肯搬迁的钉子户老兵，爆發一場激烈衝突。

## 劇组人员
- 導演黃建亮
- 編劇彭之軒

## 人物介紹

### 主要演員
| 人物   | 演員   | 劇中角色概略 |
| 周莉雅 | 王思平 | 外型美麗作風洋派身手一流的Sky Fighter女隊長，以空降的姿態來到台灣職場以及槍隊，自我要求甚高的她，面對別人的有色眼光相當難以適應。                          |
| 駭客   | 黃騰浩 | 建築公司的設計師，但工作之外，是個對玩具槍戰投入到走火入魔的玩家。生存遊戲就是他的全部，因為只有在這裡，他才可以用實力掌控一切。                           |
| 姜明   | 鐵孟秋 | 眼鏡和菸斗是姜明的招牌，足智多謀的他在229戰役中扮演相當重要的軍師角色。把營長的孫子小伍當做自己的孩子一樣疼愛。                                            |
| 李靖   | 丁強   | 光榮新村的村長，也是老兵口中的營長，脾氣火爆性格好戰，習慣軍旅生活的他，對兒子甚至孫子的管教也相當嚴厲。                                                   |
| 小伍   | 黃河   | 李靖的孫子，從小就因為父親離家而導致個性叛逆，升學不利、又丟了工作，對眷村的一切（尤其是爺爺的嚴厲管教）相當唾棄。                                         |
| 孔繁忠 | 乾德門 | 心繫老家的士官長，因反戰而與村長李靖不斷爭執，一生未娶，長久以來暗自喜歡著貌似自己未婚妻的王嫂。                                                           |
| 王媽   | 林美照 | 嫁給撤守來台的老兵並生下王克銓，丈夫過世後便獨力扶養兒子長大，王嫂開的天馬小吃店是榮民們聚集的場所，來這裡下下棋打打屁也是他們晚年生活裡唯一的樂趣         |
| 殷光震 | 傅雷   | 神出鬼沒的狙擊手，當年因為手抖的毛病而退出狙擊隊後便陰陽怪氣，鮮少參與村內事務。唯一關心的，大概就是他院子內種著的前妻最喜歡的花...                        |
| 趙汗青 | 洪麟   | 留取丹心照汗青，連這句話是岳飛還是文天祥講的他都搞不清楚。趙汗青乍看之下是個逗趣的活寶，而實際上...也的確是這樣沒錯。                                      |
| 王克銓 | 周詠軒 | 王嫂的兒子，在光榮新村長大，積極進取考上醫學院並當上醫生，只為帶著母親離開破舊的眷村過更好的生活，留美時與周莉雅認識並相戀...                              |
| Jolin  | 魏蔓   | 一開始只是凱吉槍店demo商品的網拍model，一點都不喜歡打仗也不愛軍事武器，全世界她最愛的就是鏡中的自己。實戰時除了尖叫引起敵軍注意之外，幾乎幫不上任何的忙... |
| 翟南   | 范峻銘 | 沉迷遊戲的延畢大學生，在槍店打工，對軍事武器的型號功能細節滾瓜爛熟，真正作戰起來卻全然不是這麼回事。但是比起槍，翟南更有興趣的其實是他身邊的美女Jolin。    |

## 拍摄地点
- 景美人權文化園區
- 高雄左營勵志新村（已拆除）

## 大事记
- 2010年4月18日在景美人權文化園區開鏡，分别在台北、高雄兩地拍攝直到五月底。
- 2010年10月25日在高雄電影節首映。
- 2011年11月28日在全台灣戲院上映。